# Vert (média)
Pour les articles homonymes, voir Vert (homonymie).
Vert est un média créé en janvier 2020, consacré à l'écologie.

## Historique
Loup Espargilière, journaliste, et Juliette Quef conçoivent depuis les environs de Gourdon, dans le Lot, une lettre d'information dédiée à l'environnement et l'écologie, en novembre 2019. Elle évolue en janvier 2020 vers un site d'information,.
Le double contexte de la canicule européenne de 2019 et des confinements liés à la pandémie de Covid-19 en France, incite les journalistes à quitter Paris et à proposer un traitement médiatique alternatif des enjeux environnementaux.
Le modèle économique repose sur les dons de particuliers, la vente d’abonnements aux collectivités, ainsi que sur des formations dispensées aux entreprises. L'équipe, restreinte, comprend un journaliste en CDI et deux pigistes réguliers. Le média conclut en juin 2022 une opération de financement participatif à hauteur de 32 000 euros, destinée à préserver son indépendance,.
Reconnu comme média d’information politique et générale, Vert revendique 15 000 abonnés en juillet 2022.

## Ligne éditoriale
Le média adopte une approche généraliste et pédagogique de l'information sur l'environnement et l'écologie.
Il promeut un projet de charte « pour un journalisme écologique », associant citoyens, scientifiques du Groupe d'experts intergouvernemental sur l'évolution du climat, l'École supérieure de journalisme de Lille, ainsi que des journalistes. Celle-ci vise à « réconcilier citoyens et journalistes autour de l'information sur le climat », et à modifier des représentations médiatiques stéréotypées, et erronées, de phénomènes comme la canicule,,. La charte est présentée le 14 septembre 2022, avec une importante liste de signataires.